# Marrone di Combai

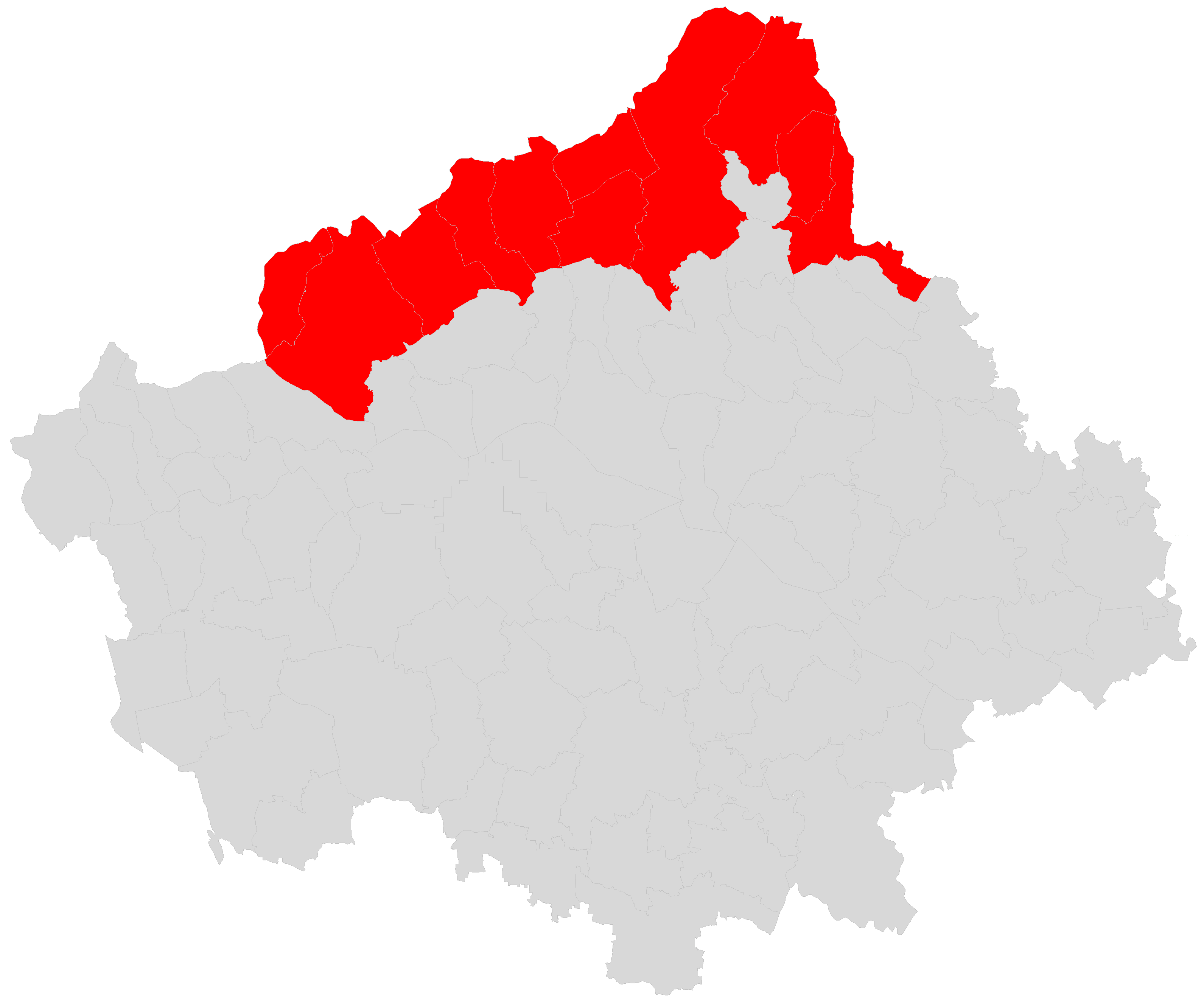
Mappa della provincia di Treviso in cui è evidenziata l'area di produzione.

Il Marrone di Combai è un prodotto agricolo tipico del Veneto, a cui è stato riconosciuto il marchio I.G.P..
L'area di produzione coincide con i territori di 11 comuni della provincia di Treviso settentrionale, distribuiti lungo l'area pedemontana che va dal Piave al confine con il Friuli: Cison di Valmarino, Cordignano, Follina, Fregona, Miane, Revine Lago, Sarmede, Segusino, Tarzo, Valdobbiadene e Vittorio Veneto.
Il Marrone di Combai proviene dalla sottospecie Domestica macrocarpa di Castanea sativa, ecotipo "Marrone di Combai". Le particolarità di questo frutto sono strettamente influenzate dall'ambiente geografico, con un'orografia e un suolo tali da favorire una castanicoltura di qualità.
La raccolta dei marroni avviene tra il 15 settembre e il 15 novembre.

## Storia

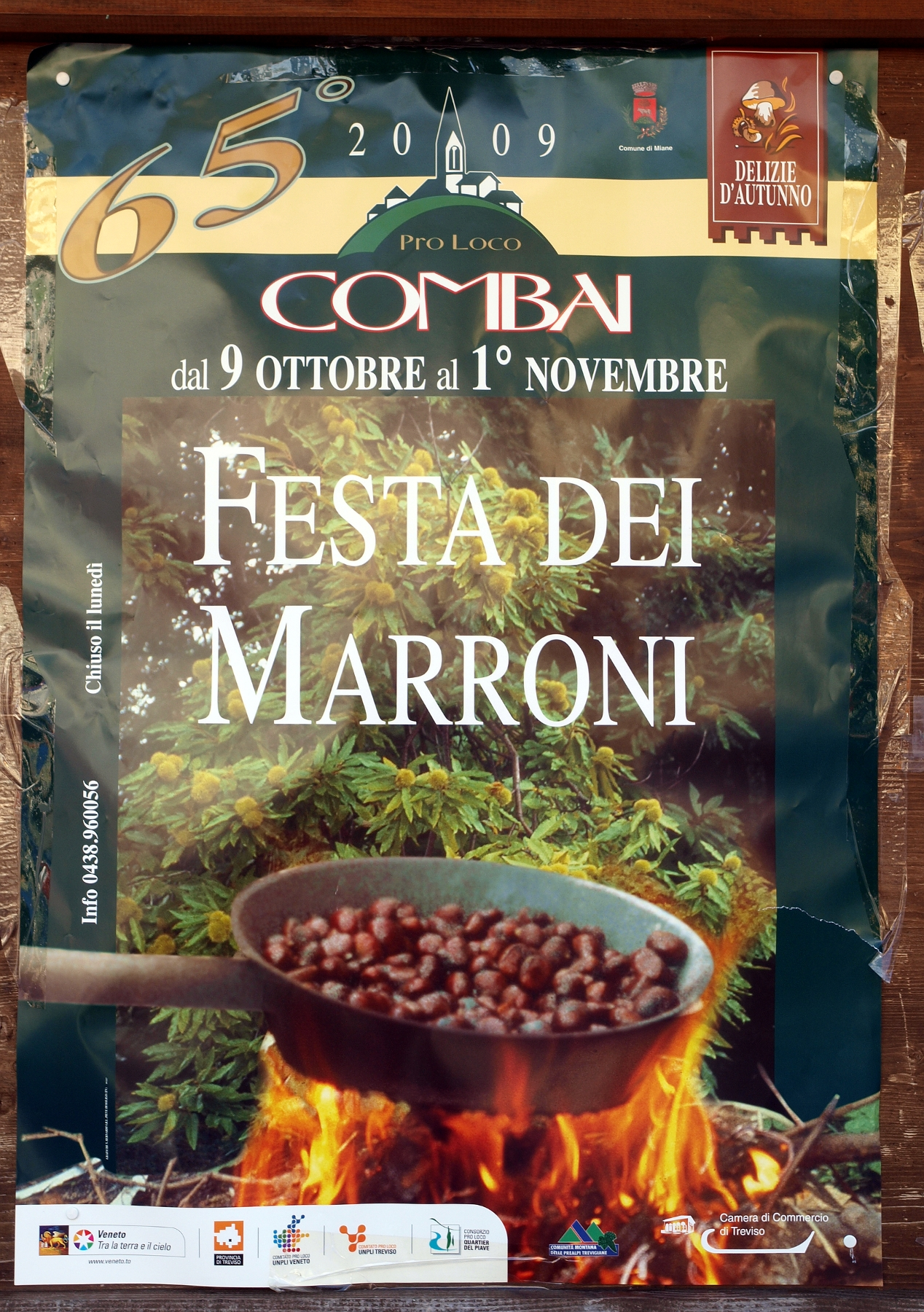
Locandina della 65ª festa dei Marroni di Combai.

La produzione castanicola è documentata nella zona sin dal XII secolo; in particolare un documento datato 18 settembre 1665 disciplinava la raccolta delle castagne da parte di tutta la popolazione, a cui veniva concessa una quota di raccolta proporzionale al nucleo familiare. Ulteriore testimonianza ne è la toponomastica locale.
Il prodotto è stato valorizzato in epoca più recente con la "Festa dei Marroni di Combai" che si tiene dal 1945 nella omonima frazione del comune di Miane. Nel 1995 è stata fondata  l'Associazione dei Produttori del Marrone di Combai.